# Oberea tsuyukii
Oberea tsuyukii is een keversoort uit de familie van de boktorren (Cerambycidae). De wetenschappelijke naam van de soort werd voor het eerst geldig gepubliceerd in 2007 door Kurihara & N. Ohbayashi.